# 彭鴻翊
彭鴻翊（?—?），湖北省漢陽府黃陂縣人，清朝政治人物、進士出身。
光緒九年（1883年），参加癸未科殿試，登進士二甲38名。同年五月，改翰林院庶吉士。光緒十二年四月，散館，俱著以部属用。